# 6457 Kremsmünster
(6457) Kremsmunster, denumire internațională (6457) Kremsmünster, este un asteroid din centura principală de asteroizi.

## Descriere
6457 Kremsmünster este un asteroid din centura principală de asteroizi. A fost descoperit pe 2 septembrie 1992 la Tautenburg de Lutz Dieter Schmadel și Freimut Börngen. Asteroidul prezintă o orbită caracterizată de o semiaxă mare de 2,88 ua, o excentricitate de 0,08 și o înclinație de 2,9° în raport cu ecliptica.